# Phreatobius dracunculus
Phreatobius dracunculus är en fiskart som beskrevs av Shibatta, Muriel-cunha och De Pinna 2007. Phreatobius dracunculus ingår i släktet Phreatobius och familjen Heptapteridae. Inga underarter finns listade i Catalogue of Life.